# مقاومة الشيخ المقراني
الشيخ محمد المقراني، هو أحد قادة الثورات الشعبية التي شهدتها الجزائر في القرن التاسع عشر بعد الغزو الفرنسي للجزائر عام 1830. محمد المقراني ابن أحمد المقراني أحد حكام منطقة مجانة وبعد وفاة الأب عيّن مكانه ابنه محمد المقراني لكن بلقب «باش آغا».وعلى هذا الأساس جاءت الإدارة المدنية، التي أوكل لها المستوطنون مهمة تحويل الجزائر إلى وطن للمعمرين أو فيماعرف فيما بعد ب الجزائر الفرنسية الاستيلاء على أملاكهم وطردهم إلى مناطق لا تصلح إلا للإقامة هذا إلى جانب الأوضاع المعيشية المزرية التي كان يعاني منها الجزائريون، إلى جانب سلب الأراضي فإن المجاعات والأوبئة والقحط أتت على ما تبقى من الشعب الجزائري الذي أنهكته الظروف السياسية المطبقة من طرف الإدارة الاستعمارية والموجهة من طرف المستوطنين.

## أسباب مقاومة المقراني
كان لانقلاب النظام الحاكم في فرنسا بعد سقوط الإمبراطورية وظهور الجمهورية وبعد انهزام نابليون الثالث أمام بسمارك، أثره المباشر على الأوضاع داخل الجزائر والمتمثل في بروز قوة المستوطنين في التأثير على حكومة باريس واستئثارهم بالسلطة في الجزائر، وهذا ما لم يرض به حاكم مجانة الباشاغا محمد المقراني.
كما أن محمد المقراني تلقى من جهة أخرى توبيخا عام 1864 من الجنرال ديفو بسبب تقديمه مساعدة لأحد أصدقاء أبيه وهو الشيخ بوعكاز بن عاشور، وقد اعتبرها المقراني إهانة له ولعائلته ولسكان منطقته.
ومن الأسباب كذلك عدم ارتياح السلطات الاستعمارية لشخص المقراني حيث قامت بإنشاء بلدية مختلطة في برج بوعريرج عينت على رأسها الضابط أوليفي وقد رأى الشيخ المقراني في هذا الإجراء تقليصا لنفوذه السياسي على المنطقة، وبذلك أصبح في المجلس البلدي لمدينة برج بوعريرج عبارة عن عضو بسيط فقط لا رأي له ولاوزن لكلامه مع قوة المستوطنين في التمثيل النيابي.
و عمدت سلطات الاحتلال على تحطيم كبرياء الحاج محمد المقراني كزعيم سياسي لذلك بادر بتقديم استقالته من منصبه كباشاغا لكنها رفضت في 09 مارس 1871 على أساس أنها غير مرفقة بتعهد منه يجعله مسؤولا عن كل الأحداث التي ستقع بعد ذلك في المناطق الواقعة تحت نفوذه، وكانت هذه السياسة سببا آخر لاندلاع الثورة لأنها مساس بكرامته.
كذلك المجاعة الكبيرة التي تعرضت لها المنطقة والتي وقعت ما بين 1867 و1868 وراح ضحيتها آلاف الجزائريين الذين حصدهم الموت أمام مرأى ومسمع من الإدارة الاستعمارية التي لم تسارع إلى نجدة الأهالي وهذا ما أكد للمقراني مرة أخرى أن هذه الإدارة لا يهمها في الجزائر إلا مصالحها.
ومن الأسباب الموضوعية كذلك السبب الديني حيث استغلت الكنيسة الأوضاع الاجتماعية المزرية وراحت تحمل الإنجيل في يد والمساعدات في اليد الأخرى مما اضطر الأهالي إلى ترك أبنائهم في يد الآباء البيض للتنصير خوفا عليهم من الموت.
كذلك من الأسباب السياسية الآنفة الذكر النظام المدني الذي خلف النظام العسكري وقد رأى فيه البشاغا المقراني تكريسا لهيمنة المعمرين الأوروبيين على الجزائريين وإذلالهم، وهذا ما نص عليه مرسوم 24 أكتوبر 1870 الذي زاد من تأكد المقراني أنه سيزيد من معاناة الشعب الجزائري تحت ظل المستوطنين واليهود المتجنسين بموجب قانون التجنيس الذي أصدره كريميو اليهودي، وعليه قال قائد ثورة 1871 الشيخ محمد المقراني قولته الشهيرة التي جاء فيها ما يلي : «أريد أن أكون تحت السيف ليقطع رأسي، ولا تحت رحمة يهودي أبدا» إثرها قرر أن يحتكم إلى السيف، مع هذه الإدارة المدنية الجديدة، يضاف إلى كل ذلك قضية اقتراض المقراني للديون من بنك الجزائر ومن اليهودي مسرين بسبب المجاعة التي أهلكت سكان المنطقة وبالتالي كان القرض لمساعدة المحتاجين والمتضررين جراء هذه ا لمجاعة، غير أن ذهاب الحاكم العام العسكري ماك ماهون واستلام النظام المدني حكم الجزائر الذي رفضت إدارته الوفاء بتعهد المقراني مما أوقعه في أزمة مالية خانقة، فاضطر من أجل سكان منطقته رهن أملاكه ليكون ضحية ابتزاز المستوطنين واليهود.
وما عجل باندلاع الثورة كذلك سياسة العنصرية التي طبقتها الإدارة الجديدة مع الجزائريين العاملين في مد الطرق بين الجزائر وقسنطينة حيث كانت تفرق بينهم وبين بعض العمال الأوربيين الذين كانت أجورهم عالية ولايقومون بالأعمال المتعبة في حين كانت أجور الجزائريين منخفضة جدا وهم الذين ينجزون الأعمال الشاقة علما أن هؤلاء العمال أوصلوا معاناتهم إلى الباشاغا المقراني لكونهم من مدينة البرج حتى يدفع عنهم المعاناة فقام بدفع نصيب من ماله الخاص للتخفيف من معاناتهم.

## مراحل مقاومة المقراني ودور الشيخ الحداد

### مرحلة الانطلاق
بعد قيام سكان أولاد عيدون في الميلية بمحاصرة القوات الفرنسية في برج المدينة خلال شهر فيفري 1871، وكذلك الثورة التي اندلعت في سوق أهراس بزعامة محمد الكبلوتي والصبايحية وأيضا مقاومة بن ناصر بن شهرة بالأغواط و الشريف بوشوشة كلها أحداث بارزة مهدت لبداية المرحلة الأولى لثورة المقراني في 16 مارس 1871 بعد أن كان قد قدم استقالته من منصبه كباشاغا للمرة الثانية في 27 فبراير 1871، وما ميز مرحلة الانطلاقة الفعلية هو إعادته شارة الباشاغوية آنذاك إلى وزارة الحربية والمتمثلة في البرنوس الخاص بها، وبداية عقد اجتماعاته مع رجالاته وكبار قادته وكان آخرها الاجتماع ذو الطابع الحربي الموسع المنعقد في 14 مارس 1871، وفي 16مارس بدأ زحفه على مدينة برج بوعريريج على رأس قوة قدرت بسبعة آلاف فارس قصد محاصرتها والضغط على الإدارة الاستعمارية الجديدة.

### مرحلة شمولية الثورة وبروز الشيخ الحداد والإخوان الرحمانيين
بعد محاصرة مدينة البرج انتشرت الثورة عبر العديد من مناطق الشرق الجزائري، حيث وصلت إلى مليانة وشرشال، وإلى جيجل والقل، وكذلك الحضنة والمسيلة وبوسعادة،ومنطقة التيطري العذاورة وسور الغزلان، يضاف إليها كل من توقرت وبسكرة وباتنة وعين صالح.وفي هذه الظروف برزت بعض الخلافات بين زوايا منطقة القبائل، منها زاوية الرحمانيين بصدوق و زاويتي شلاطة وإيلولة كما انتقلت هذه الخلافات كذلك حتى داخل أسرة المقراني التي كانت مقسمة إلى فرعين وهما فرع الباشاغا محمدالمقراني ومقرها مجانة وهو حليف لباشاغا شلاطة ابن علي الشريف، وفرع الباشاغا محمدبن عبد السلام المقراني قائد عين تاغزوت شرق برج بوعريرج وهو صديق الشيخ عزيز قائد عموشة وعائلة الشيخ الحداد، وأمام هذا الوضع الذي لا يخدم معركة المقراني التي أعلنها ضد الإدارة الاستعمارية عمد إلى استمالة الشيخ الحداد والإخوان الرحمانيين، وبواسطته بدأت تعبئة السكان للجهاد وقد لعب ابن الشيخ محمد امزيان بن علي الحداد دورا بارزا إلى جانب المقراني، واستطاع إقناع والده بإعلان الجهاد في 08 أفريل 1871 وهو ما سمح لبعض الأتباع من الإخوان الرحمانيين بالانضمام إلى صفوف الثورة وأصبحوا قوتها الضاربة حيث خاضوا مع الباشاغا محمد المقراني عدة معارك انتصروا فيها على جيوش العدو الفرنسي، وتعتبر معارك المقراني، وأخوه بومرزاق والشيخ عزيز بالإضافة إلى الإخوان الرحمانيين من المعارك التي أثبتت لقادة الاستعمار توسع رقعة هذه الثورة التي لم تكن محصورة في مجانة أو البرج بل وصلت إلى دلس وتيزي وزو وسور الغزلان والعذاورة وذراع الميزان والبويرة ووصلت إلى مشارف الجزائر العاصمة.
كان للإخوان الرحمانيين من أتباع الشيخ الحداد دور بارز في انتصارات ثورة المقراني خاصة بعد إعلان الشيخ الحداد الجهاد في 08 أفريل 1871 بزاوية صدوق وبإلحاح من ابنه عزيز مما أعطى للثورة شموليتها من خلال زيادة انضمام أعداد كبيرة من المجاهدين وانتشار الثورة غربا وشمالا وشرقا حيث حوصرت العديد من مراكز الجيش الاستعماري، في مناطق عدة وقد وصل عدد المجاهدين من أتباع الشيخ الحداد والإخوان الرحمانين أكثر من مائة وعشرين ألف مجاهد ينتمون إلى مائتان وخمسون قبيلة، في حين استطاع الباشاغا محمد المقراني تجنيد 25 ألف فارس من قبائل برج بوعريج وبوسعادة وسور الغزلان والعذاورة وبهذه القوة التي يعود الفضل فيها إلى الزاوية الرحمانية وأتباع الشيخ الحداد وابنه عزيز، حققت هذه الثورة انتصارات كبيرة أخافت الإدارة الاستعمارية وأصبحت تشكل خطرا على مصالحها ومستوطنيها في المنطقة.

### مرحلة التراجع
رغم قوة الشيخ الحداد وابنه عزيز في التعبئة العامة للجهاد ودور أتباعهم من الرحمانيين إلى جانب دور كل من الباشاغا محمد المقراني وأخيه بومرزاق إلا أن الخلافات عادت لتطفو على السطح وقد غذتها الإدارة الاستعمارية بطرقها الخاصة بعد استشهاد بطل المقاومة الباشاغا في محمد المقراني معركة وادي سوفلات قرب عين بسامفي 05 ماي 1871 على يد أحد الخونة التابعين للإدارة الفرنسية.
انحصرت هذه الخلافات بالدرجة الأولى على شخصيتين لهما وزنهما في هذه الثورة وهما عزيز ابن الشيخ الحداد و بومرزاق المقراني أخو محمد المقراني زعيم المقاومة الذي تسلم راية الجهاد بعداستشهاد أخيه، لكن الشيخ عزيز لم يرض بهذا الوضع الجديد فكان يبحث عن زعامة المقاومة خاصة وأنه من أبرز الشخصيات التي التف حولها الرحمانيون، لكن سيطرة بومرزاق على الأوضاع جعلت الشيخ عزيز يسارع إلى طلب الاستسلام، ومن أسباب ضعف المقاومة وتراجعها، كذلك الخلاف الذي كان قائما بين الزوايا الرحمانية نفسها منها الخلاف بين زاوية صدوق بزعامة عزيز وزاوية الشريف بن الموهوب وزاوية شلاطة اللتين تعرضتا لهجومه ما بين 15 أفريل و24 ماي، مما أثر سلبا على مسار الثورة، حيث بقى بومرزاق يواصل المقاومة من خلال معارك أنهكت قوته ولم يستطع مجاراة الحرب ضد جيوش العدو خاصة بعد استسلام الحداد الذي أثر على معنويات بومرزاق المقراني، رغم محاولته رص الصفوف بين قادة الزاوية الرحمانية لكنه فشل في مسعاه، وبعد انهزامه في معركة بالقرب من قلعة بني حماد في 08 أكتوبر 1871 اتجه إلى الصحراء لكن الفرنسيين اكتشفوا أمره بالقرب من الرويسات بورقلة وألقوا عليه القبض، حيث نقل إلى معسكرالجنرال دولاكروا ومنه أرسل إلى سجن كاليدونيا الجديدة.

## نتائج مقاومة المقراني
بعد أن ساعدت الظروف الداخلية الجيش الفرنسي في إخماد ثورة المقراني انعكس ذلك سلبا على كل سكان المناطق التي ساعدت الثورة وساندتها، حيث تم فرض الضرائب على القبائل المشاركة في الثورة وكانت على ثلاثة أنواع طبقا لدرجة مساهمتها ضد القوات الفرنسية.
- 70 فرنك تدفع من طرف الأشخاص الذين يلفتون انتباه المسؤولين في الإدارة الفرنسية.
- 140 فرنك ضريبة على كل من تجند وقدم المساعدات للثورة.
- 210 فرنك ضريبة على كل من شارك في الحرب وأظهر عداءه العلني لفرنسا، كما تم تحديد المبالغ المالية التي تدفعها كل عائلة، وفي حال رفض الدفع يتم الاستيلاء على الأملاك، هذا إلى جانب إجراءات الحجز والتحفظ على النساء والأطفال.

أما ما دفعه مختلف المناطق بسبب الثورة كان كما يلي :
- منطقة دلس 1444100 فرنك.
  - الإقليم المدني :254450 فرنك.
- منطقة تيزي وزو: 3070630 فرنك.
- منطقة ذراع الميزان: 1325200 فرنك.
- ناحية الجزائر: 1260000 فرنك.
  - الإقليم المدني 210000 فرنك.
- منطقة سور الغزلان:668292 فرنك.
- منطقة بني منصور: 561330 فرنك.

أما عن مجموع القبائل التي حملت لواءالثورة فقد كلفت بدفع مساهمتها فيها بصورة كاملة وقد بلغت قيمة الدفع 26844220 فرنك بالإضافة إلى تجريد القبائل من أسلحتها منها 6365 بندقية و1239 مسدس و1826 سيف وثلاثة مدافع.
ومن نتائج ذلك أيضا :
- إحالة الموقوفين من قادة الثورة الرئيسيين على المحاكم المدنية والعسكرية وقهرهم وإذلالهم.
- استمرار تغريم السكان حيث قدر المبلغ ب 36 مليون ونصف فرنك خص للاستيطان خاصة ما بين 1871 و188 وقد استفاد منه بالتحديد المستوطنون القادمون من الألزاس واللورين والقادمين من جنوب فرنسا.
- مصادرة أراضي القبائل وحجز أملاك أفرادها، وتوزيعها على المستوطنين الجدد.
- حبس المشاركين في الثورة دون محاكمة ومنهم زوجة الباشاغا محمد المقراني وابنته وابنة شقيقه بومرزاق.
- تطبيق سياسة الإبعاد القسري والنفي إلى كاليدونيا الجديدة ومن الذين طبقت في حقهم هذه السياسة بومزراق المقراني وابني الشيخ الحداد عزيز ومحمد.
- إصدار أحكام الإعدام، مثلما حدث لبومزراق المقراني الذي حكمت عليه محكمة قسنطينة للجنايات في 07 جانفي 1872 بالإعدام، لكن عوض بالنفي مع الأشغال الشاقة إلى مدينة نوميا بكاليدونيا الجديدة.
- صدر في حق الشيخ الحداد حكما بالسجن الانفرادي لمدة خمس سنوات في 19 أفريل 1873 لكنه لم يتحمل السجن لكبر سنه فمات بعد 10 أيام فقط من حبسه.
- ونتيجة لهذه الثورة صدر قانون تحديد الأراضي المشاعة في 26 جويلية 1873 والذي بموجبه تم توزيع 200 هكتار للفرد الواحد من المعمرين.
- وفي عام 1872 تحولت 33 قبيلة من مالكة للأراضي إلى أجيرة بعد مصادرة أراضيها، وقد بلغ مجموع الأراضي التي تم مصادرتها 611130 هكتار بما في ذلك كل أملاك عائلة المقراني والشيخ الحداد منقولا وعقارا.

مرسوم 24 أكتوبر 1870:
إصدار أحكام الإعدام، مثلما حدث لبومزراق المقراني الذي حكمت عليه محكمة قسنطينة للجنايات في 07 جانفي 1872 بالإعدام، لكن عوض بالنفي مع الأشغال الشاقة إلى مدينة نوميا بكاليدونيا الجديدة
1. إلغاء النظام العسكري وتعويضه بالنظام المدني.
2. إلغاء المكاتب العربية التي كان يرأسها الضباط الفرنسيون.
3. منح الجنسية الفرنسية ليهود الجزائر بصورة جماعية (قانون كريميو).